# Arte Luise Kunsthotel

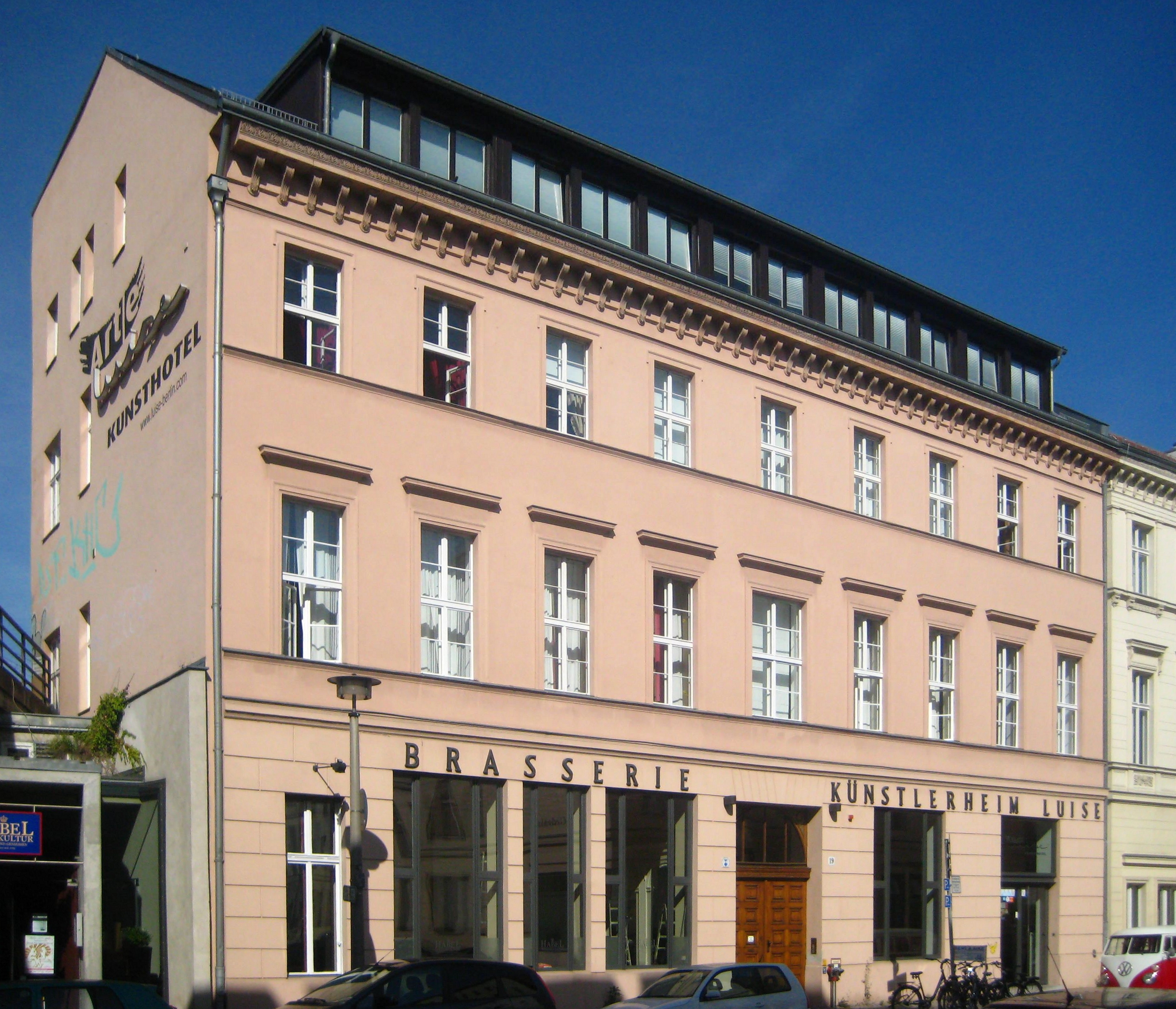
Außenansicht

Das Arte Luise Kunsthotel (vormals: Künstlerheim Luise) im Berliner Ortsteil Mitte ist ein im Jahr 1999 eröffnetes Kunsthotel. Untergebracht im Bau eines typischen Berliner Stadtpalais von 1825 und einem Erweiterungsneubau aus dem Jahre 2003 verfügt das Hotel über insgesamt 50 Zimmer. Alle Zimmer des Hotels wurden jeweils von einem namhaften Künstler nach dessen Konzept gestaltet.

## Umgebung
Im Nebengebäude befindet sich die Berliner Landesvertretung Sachsen-Anhalts in deren Räumen sich zwischen 1946 und 1990 der Künstlerclub Die Möwe befand. Gegenüber befindet sich die Mori-Ōgai-Gedenkstätte.

## Beteiligte Künstler
- Shukrat Babadjan (Usbekistan)
- Elvira Bach (Berlin)
- Thomas Baumgärtel (Köln)
- Tine Benz (Berlin)
- Andrej Bitter (Berlin, St. Petersburg)
- Stefan Brée (Berlin)
- Kiddy Citny (Berlin)
- Nathalie Daoust (Montreal/New York)
- Goran Djurovic (Berlin)
- Nina Fasoulidou (Berlin)
- Dieter Finke (Berlin, N.Y.)
- Anders Gjennestad (Berlin/Oslo)
- Moritz Götze (Halle)
- Jörn Grothkopp (Bergen / Rügen)
- Sabine Hartung (Offenbach)
- Gerald Hartwig (Graz, Berlin)
- Manfred Heckmann (Berlin)
- Gabriel Heimler (Paris)
- Irene Hoppenberg (Berlin)
- Oliver Jordan (Köln)
- Ottmar Hörl (Wertheim)
- Ivan Jovanovic (Berlgrad)
- Stephan Jung (Berlin)
- Kehl (Berlin)
- Markus Linnenbrink (Dortmund)
- Dieter Mammel (Berlin)
- Teresa Mar (Barcelona, Vienna)
- Volker März (Berlin)
- Heiner Meyer (Bielefeld)
- Jo Oberhäuser (Köln)
- Andreas Paeslack (Berlin)
- Wolfgang Petrick (Berlin, N. Y.)
- Christoph Platz (Bochum)
- Roman Schmelter (Mainz)
- Wilhelm Schmid (Berlin)
- Schmiddem (Berlin)
- Brigitte Schröck (Berlin)
- Guido Sieber (Berlin)
- Andreas Silbermann (Berlin)
- Nora Stalzer (Berlin)
- Norbert Thiel (Berlin)
- Hans van Meeuwen (New York)
- David Dalla Venezia (Venedig)
- Marc Volk (Berlin)
- Silke Vollmers (Leipzig)
- Patricia Waller (Berlin)
- Stefanie Welk (Heidelberg)
- Toni Wirthmüller (Berlin)